# Poole
Poole er en by i kommunen (district) Bournemouth, Christchurch and Poole i det sydlige England, med cirka 151.500 indbyggere (pr. 2016) ud af kommunens cirka 400.000 indbyggere. Byen ligger i grevskabet Dorset i regionen South West England. Kommunen blev oprettet som enhedslig myndighed (unitary authority) 1. april 2019. Resten af Dorset blev samtidig sammenlagt til en anden enhedslig myndighed i grevskabet, som nu kun er ceremonielt uden et amtsråd og ikke administrativt med et amtsråd.
På D-Dagen, De Allieredes invasion i Normandiet den 6. juni 1944, var Poole et af de steder, hvor den enorme invasionsstyrke blev afskibet fra.
- Wikimedia Commons har flere filer relateret til Poole